# Уйбо, Вяйно
Вяйно Уйбо (эст. Väino Uibo; 7 октября 1942, Тарту — 24 января 2024) — советский и эстонский актёр и режиссёр, театральный деятель. Мэр эстонского города Элва (1992—1998).

## Биография
Родился 7 октября 1942 года в Тарту в семье государственного служащего и помощницы садовода и пчеловода.
В 1963 году окончил Таллинский техникум лёгкой промышленности, а в 1970 году — отделение исполнительского искусства Таллинской государственной консерватории.
С 1970 по 1975 и с 1977 по 1981 год он был актёром театра «Ванемуйне», а с 1981 по 1989 год — театра «Угала». С 1975 по 1977 год работал на Тартуской студии Эстонского телевидения. Член Эстонского театрального союза (1974—2001).
Помимо театральной деятельности Вяйно Уйбо принял участие в съёмках в трёх художественных фильмов — «Ветреный берег» (1971, Яан), «Маленький реквием по губной гармошке» (1972, Хейки) и «Время жить, время любить» (1976, Сильвер) и в 1984 году в телевизионного фильма «Кевад судамес».
В 1989 году Вяйно Уйбо переехал на жительство в Швецию, где и находился по 1992 год — до восстановления независимости Эстонии.
В 1993 году был избран мэром эстонского города Элва и занимал эту должность по 1998 год. С 1998 по 2001 год работал директором Курессаареского городского театра. Позднее он стал свободным агентом и посвятил себя работе с актёрами-любителями и режиссуре в любительских театрах.
В 1981 году актёр был удостоен специальной премии Театрального союза Эстонской ССР (Вяйно и Тоомасу Уйбо за постановку спектакля В. Уйбо/Х. Руннеля «Я пою другу день и ночь» в Вильянди Угала).
В свободное время Вяйно Уйбо любил играть на губной гармошке.
Был женат на деятеле культуры Рийне Уйбо, в браке родились сыновья — Тоомас Уйбо и Мярт Уйбо. Концертный дуэт Вяйно Уйбо со своим малолетним сыном называли дуэтом Вяйно и Тоомаса Уйбо. Совместно они записали альбом «Я пою для друга ночью и днём» (CD 2012, записан в театре Угала в 1984 году).
В 2015 году Вяйно Уйбо опубликовал мемуары «Жизнь в тени смеха».
Скончался 24 января 2024 года в возрасте 81 года

## Избранные постановки
- Шарль Перро/Урмас Леннук «Красная Шапочка» (2005, Раквереский театр, также автор песен)
- Август Кицберг/Вяйно Уйбо «Бог Кауки» (2012, Национальный театр Сааремаа)
- Сергей Михалков/Вяйно Уйбо «Заяц с отвислым ухом» (2014, Сааремааский национальный театр)
- Оскар Лутс/Вяйно Уйбо «Когда Калев вернется домой» (2014, Национальный театр Сааремаа)
- Хуго Раудсепп «Ведельворст» (2015, Сааремааский театр)
- «Почтальон приходит в 12» Вяйно Уйбо (2016, Сааремааский театр)
- «Пасьянс, или Подлая месть» Вяйно Уйбо (2018 в Elva LendTeatr)
- «Женщины в мире мужчин» Вяйно Уйбо (2018, Сааремааский театр)
- Хуго Раудсепп/В. «Грешные души» Уйбо (2020, Taritu Tubateatr)
- Питер Куилтер/В. «Занавес открывается!» Уйбо (2023, Театр Туле)[12]

## Фильмография
- 1971: Туулин Рэнд (художественный фильм; роль: Яан)
- 1972: Väike reekviem suupillile (художественный фильм; роль: Хейки)
- 1976: Эг элада, аэг армастада (художественный фильм; роль: Сильвер)
- 1984: Кевад судамес (телефильм)